# Neommatissus batuensis
Neommatissus batuensis är en insektsart som först beskrevs av Baker 1927.  Neommatissus batuensis ingår i släktet Neommatissus och familjen Tropiduchidae. Inga underarter finns listade i Catalogue of Life.